# シュタインスフェルト
シュタインスフェルト (ドイツ語: Steinsfeld) は、ドイツ連邦共和国バイエルン州ミッテルフランケンのアンスバッハ郡に属す町村（以下、本項では便宜上「町」と記述する）で、ローテンブルク・オプ・デア・タウバー行政共同体の一員。

## 地理

### 位置
シュタインスフェルトは、フランケンヘーエ自然公園内に位置する。

### 自治体の構成
この町は、公式には11の地区 (Ort) からなる。このうち小集落や孤立農場などを除く集落を以下に列記する。
- ベットヴァール
- エントゼー
- ガッテンホーフェン
- ハルタースホーフェン
- ライヒェルスホーフェン
- シュタインフェルト

## 歴史
シュタインスフェルトは、現在ではミッテルフランケンの一員となっている帝国自由都市ローテンブルク・オプ・デア・タウバーに属していた。1803年の帝国代表者会議主要決議以降、この村はバイエルン領となった。バイエルン王国の行政改革の時代、1818年の自治体令により、現在の自治体が形成された。

## 行政

### 議会
シュタインスフェルトの町議会は、町長を除いて12議席からなる。

### 紋章
図柄: 赤地で、右上と左上角に銀の四角形。向かって左は、左向き（向かって右向き）の垂直に立ち上がった銀の獅子。向かって右は、銀の胸壁のある塔を持つ銀の城が半分だけ漂うように描かれている。

## 経済と社会資本
シュタインスフェルトは、ロマンティック・フランケン観光連盟に加盟している。

### 交通
シュタインスフェルトは、アウトバーンA7号線（インターチェンジ107 - バート・ヴィンツハイム）近くに位置している。

## 文化と見所
ライヒェルスホーフェン地区に、「ケトゲン家の鉄道模型」として知られるHOゲージ鉄道模型のジオラマがある。ジオラマは500㎡の広さがある。これは、スイスのゴッタルト鉄道（現・スイス連邦鉄道）のゴッタルド鉄道トンネル北部の情景を再現しているものである。

## 引用
1. ↑  https://www.statistikdaten.bayern.de/genesis/online?operation=result&code=12411-003r&leerzeilen=false&language=de Genesis-Online-Datenbank des Bayerischen Landesamtes für Statistik Tabelle 12411-003r Fortschreibung des Bevölkerungsstandes: Gemeinden, Stichtag (Einwohnerzahlen auf Grundlage des Zensus 2011)
2. ↑  Bayerische Landesbibliothek Online